# Сигров (Северна Каролина)
Сигров (енгл. Seagrove) град је у америчкој савезној држави Северна Каролина.

## Демографија
По попису из 2010. године број становника је 228, што је 18 (-7,3%) становника мање него 2000. године.
| Група             | 2000.       | 2010.       |
| Белци             | 233 (94,7%) | 212 (93,0%) |
| Афроамериканци    | 3 (1,2%)    | 6 (2,6%)    |
| Азијати           | 0 (0,0%)    | 0 (0,0%)    |
| Хиспаноамериканци | 8 (3,3%)    | 3 (1,3%)    |
| Укупно            | 246         | 228         |